# كارولين بيكر
كارولين بيكر (بالإنجليزية: Carolyn Becker)‏ (8 نوفمبر 1958 في الولايات المتحدة - ) هي لاعبة كرة طائرة الولايات المتحدة. شاركت في الألعاب الأولمبية الصيفية 1984.

## وصلات خارجية
- كارولين بيكر على موقع اللجنة الأولمبية الدولية (الإنجليزية)
- كارولين بيكر على موقع أوليمبيديا (الإنجليزية)